# Paolo Tassetto
Paolo Tassetto (Oderzo, 20 aprile 1959) è un preparatore atletico italiano, maestro della Federazione Italiana Pesistica e Cultura Fisica dal 2002.

## Biografia
È nato nel 1959, figlio del carabiniere e veterano Cesare Tassetto. Nel 1974 si affacciò nel mondo dello sport con il calcio, nel 1976 entrò nel panorama delle arti marziali con la pratica del karate, perfezionandosi poi negli sport da combattimento e nel 1977 partecipò ai Giochi della Gioventù, settore lanci. 

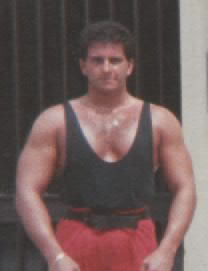
Paolo Tassetto nel 1986

La sua carriera di esperto in allenamento e condizionamento della forza ebbe inizio nel 1984 con l'AICAP-W.A.B.B.A.; nel 1987 divenne istruttore FIACF-IFBB (Federazione Italiana Amatori Cultura Fisica - International Federation of BodyBuilding & Fitness); conseguì poi nel 1989 il diploma di allenatore di pesistica e cultura fisica per la FILPJ presso il centro sportivo dell'Acqua Acetosa, mentre nel 1994 divenne allenatore NABBA. Nel 1996, presso la Scuola Nazionale di Lotta Pesi Judo Karate/Scuola dello sport-CONI del Centro Olimpico FILPJK di Ostia, si iscrisse nel ruolo degli insegnanti tecnici di pesistica, con la qualifica di istruttore.
Già certified personal fitness trainer ISSA, il 14 dicembre 2002 venne inserito, dopo il superamento dell'apposito esame presso il Palazzo delle Federazioni del CONI, nell'albo federale degli insegnanti tecnici con il titolo di maestro di pesistica e cultura fisica, il massimo livello di inquadramento per la Federazione Italiana Pesistica e Cultura Fisica.
Tra i numerosi atleti seguiti da Paolo Tassetto sono sicuramente da riportare Lorenzo Fields (running back dei Saints Padova), Angelo Montrone e Emanuele Pellizzaro (rispettivamente attaccante e capitano del Calcio Padova). È stato preparatore atletico di riferimento di due olimpionici: lo schermidore del Centro Sportivo Carabinieri Matteo Zennaro e il canoista dei Gruppi Sportivi Fiamme Gialle Andrea Facchin.
Segnalato dalla sua federazione sportiva, come tecnico particolarmente distintosi, è stato premiato dal CONI, al Galà dello sport padovano, negli anni 2003, 2008 e 2011.
Per la sua carriera nel 2013, su proposta della commissione benemerenze sportive, la Giunta Nazionale del CONI gli conferì l'onorificenza della Palma di Bronzo al Merito Tecnico e nel 2018 la Palma d'Argento al Merito Tecnico; altresì, per aver prestato in modo lodevole la sua opera (trent'anni), acquisendo particolari benemerenze, nel 2019 il Consiglio Federale FIPE lo ha nominato Maestro Benemerito.

## Carriera
Nel 2015 entra nello staff tecnico del Calcio Padova, con il ruolo di strength coach di mister Parlato, avvicendato in panchina da Giuseppe Pillon. Nello stesso anno e con lo stesso ruolo entra anche nel Settore Giovanile delle squadre Under 15, Under 16, Under 17 e Berretti.

## Onorificenze

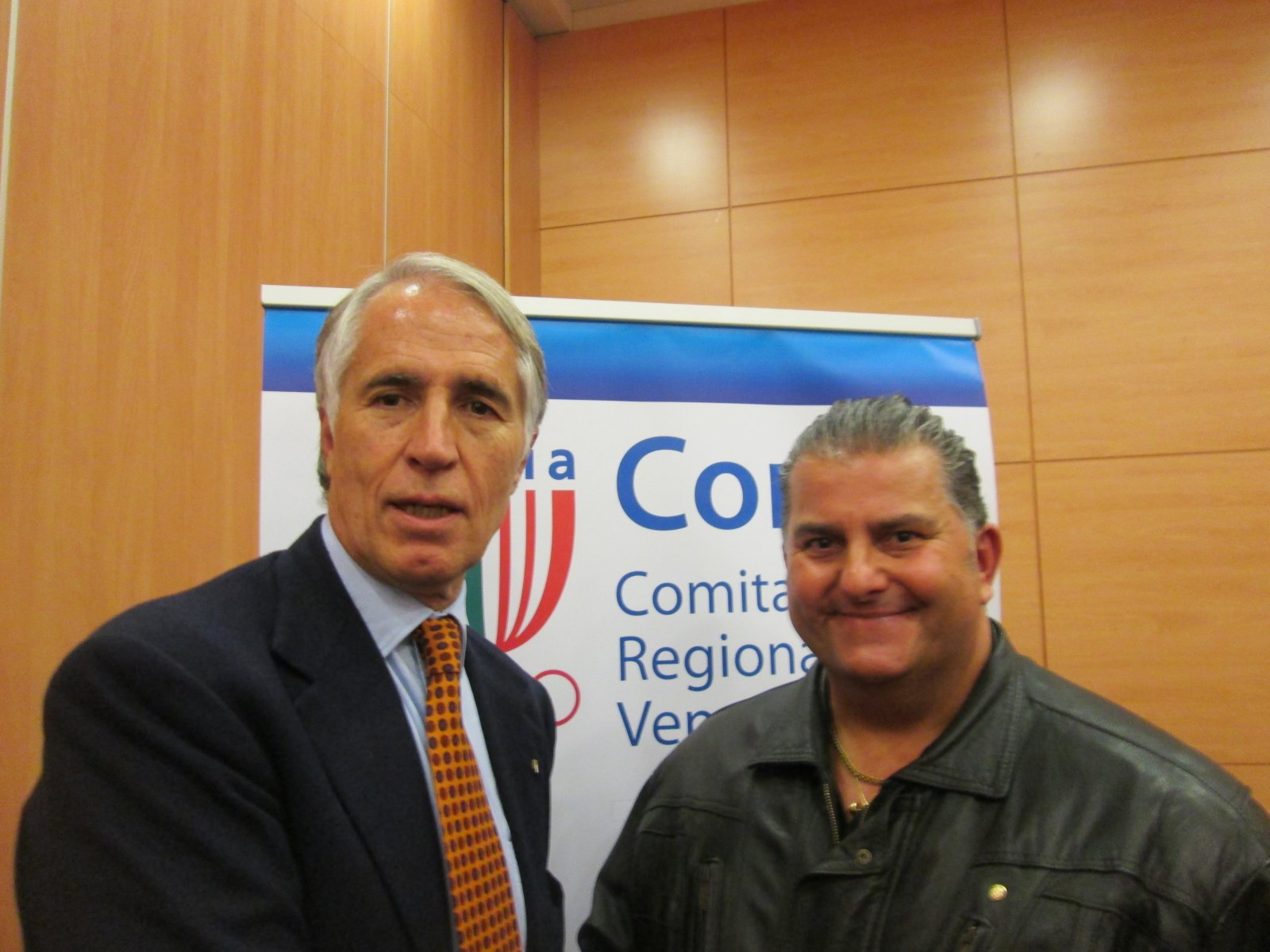
Il Mº Paolo Tassetto insieme al presidente del CONI Giovanni Malagò

## Premi e riconoscimenti
- 2009 - Certificato di merito FIPCF, la massima attestazione onorifica della Federazione Italiana Pesistica e Cultura Fisica, "per la meritoria attività svolta a favore della cultura fisica, con particolare riguardo allo sviluppo delle tematiche riguardanti la preparazione fisica e agonistica mediante l'utilizzo dei sovraccarichi (resistance training)".
- 2019 (Roma, 4 maggio) - Nominato Maestro Benemerito FIPE, ricevendo la Targa, il relativo diploma e la tessera permanente, "per la pregevole e pluriennale opera prestata in qualità di Insegnante Tecnico in favore della Federazione Italiana Pesistica".[15][16][17][18][19]
- 2020 (Roma, 15 dicembre) - Nominato socio benemerito ANC (Associazione Nazionale Carabinieri) ricevendo l'attestato e la tessera permanente, "per la vicinanza e le benemerenze acquisite verso l'Arma per meriti sportivi e l'ANC".[36][37]